# Němčice (Plzeň)
Němčice è un comune della Repubblica Ceca facente parte del distretto di Domažlice, nella regione di Plzeň.